# Støvlete-Cathrine
Støvlete-Cathrine (egentligen Anna Catharina Benthagen), född 1745, död 1805 var en dansk kurtisan som var mätress till kung Kristian VII av Danmark.

## Biografi
Støvlete-Cathrine var utomäktenskaplig dotter till sin gudfar, prins Georg av Braunschweig-Bevern, och Anna Marie Schrøder (död 1771). Hennes styvfar Johan Ernst Benthagen var stövlettmakare, därav hennes öknamn, eftersom hon en tid levererade stövlar åt honom. 
Støvlete-Cathrine ska en tid ha varit verksam statist och skådespelerska, men blev tidigt prostituerad. Hon var en tid älskarinna till det brittiska sändebudet i Danmark, Goodridge, och kallades då "Milady"; hon hade också en förbindelse med Österrikes ambassadör. Hon beskrivs av sina samtida som över medellängd, kraftig med mycket kvinnliga former. Hennes mor lär ha haft kreolskt blod i ådrorna. Cathrine var en viljestark kvinna och hon var känd för att, om hon kände sig förolämpad, med stor styrka slå ner och misshandla de män som kränkte henne.
Den 4 maj 1767 presenterades hon för den unge kung Kristian VII. Hon var då 22 år och den mest beryktade kurtisanen i Köpenhamn. Kungen var vid denna tid deprimerad, och inom hovet trodde man att ett möte med Cathrine kunde göra underverk för hans hälsa. Deras förhållande blev en skandal eftersom han visade sig offentligt med henne. Bland annat tog han med henne till Hovteatret, där hon fick sitta i hans loge, och vid en maskeradbal spelade de kort, han lade armen om hennes midja och hon tog av sig sin mask och skrattade alla gästerna rakt upp i ansiktet. De besökte också Köpenhamns bordeller tillsammans och ska där ha betett sig stökigt.
Støvlete-Cathrine troddes ha inflytande på monarken och misstänktes för att ha stått bakom hans förvisning av E.S.F. Reverdil. Nyåret 1768 tvingades kungen förvisa henne till utlandet - beslutet fattades av hans styvmor, änkedrottning Juliana Maria av Braunschweig-Wolfenbüttel, och Heinrich Schimmelmann. Hon hämtades på trettondagsafton 1768 av fyra poliser i sin bostad på Christianshavn. Hon fick en påse guldmynt och sattes i en vagn som förde henne till Hamburg, där hon spärrades in på tukthuset. Kristian VII blev helt förtvivlad och påbörjade sin "europeiska resa", som varade från maj 1768 till februari 1769. Under hela resan hoppades han på att återse Cathrine, men lyckades ej. När han återvände till Danmark drabbades han av sinnesförvirring.
Cathrine frigavs ur tukthuset i Hamburg 1770 och fick en pension från Danmark. Hon tillbringade många år i Hamburg och Kiel. Hon gifte sig 1770 med advokaten Conrad Ditlev Maës (1748–1813), från vilken hon skilde sig, och 1785 med musikern Hans Hinrich Schweder (1760–1835). Hon hade inga barn.